# Oñaciens
Les oñaciens (oñacinos en espagnol) étaient les partisans de la lignée du Guipuscoa des Oñaz. Cette bande a affronté de manière sanglante les Gamboins (gamboínos en espagnol) durant le Moyen Âge. Elle était dirigée par la famille Mendoza et a eu comme alliés les Beaumontais (beamonteses en espagnol) et la Couronne de Castille.

### Sources et bibliographie
- (es) Cet article est partiellement ou en totalité issu de l’article de Wikipédia en espagnol intitulé « Oñacinos » (voir la liste des auteurs).
- La grande Encyclopédie Larousse  (ISBN 84-320-7370-9)